# 健康ブーム
健康ブームとは、健康な状態を維持したい、今よりさらに健康になりたいと、各種の健康関連商品・サービスに走る現象のこと。

## 概要
日本において、近年では社会全体の高齢化や扇情的なマスメディア内容・インターネット等の媒体による情報過多により、ますます強くなる傾向にある。
古くから「たくさん働けば、お金が多く手に入り、幸せになれる」や「たくさん働くためには健康でなければならない」という価値観の元、健康に対する信仰は存在していたものの、特に現代社会では様々な産業分野で、これらの不安を煽りつつ、自社製品やサービスを宣伝する業者も多い事から、更に加速しやすい背景がある。そのため現代において健康は、何かを達成するための手段ではなく、健康自体が目的となっている傾向も見出され、この「健康になるための手段」に対する汎社会的な流行現象を指して「健康ブーム」と表現される。
対象は、健康食品・ポリフェノール・ビタミンやアミノ酸などサプリメント・ミネラルウォーター・ダイエットグッズ・健康グッズ・スポーツ・ジョギング・ウォーキング・温泉ブーム等、さまざまある。
特にオイルショック後の1970年代後半には健康に気を使うことがブームとなり、1978年にはWHOで『アルマ・アタ宣言』が採択され、同年には厚生省により『国民健康づくり計画』が開始された。この頃には紅茶キノコ（1975年頃）、マラソン（1970年代）、ぶらさがり健康器（1978年）、エアロビクスダンス（1980年代）などが流行した。

### 流行と科学的・医学的な妥当性
マスメディアで健康関連の情報が扱われる場合、専門家にお墨付きを貰ったり、学会で発表された説であるという点がしきりに強調される。
しかし、専門家と名乗る人物の博士号がディプロマミルからの“学位”であったり、あるいは所定の学業を修めて獲得された本物の博士号をもつが関係ない分野の博士号で、専門外の分野に口を出しているだけというものも見られる。他方では、学会で発表された学説と言いつつ、ただ独自の理論として発表しただけで、何の追試も検証もされていない単なる仮説であったり、甚だしい場合は、その仮説を主張する本人ないし関係者が立ち上げた、名ばかりの学会に過ぎないことさえある。バイブル本の問題のように、ある健康法に対する宣伝のための媒体としての書籍も数多い。
また、市場にとめどなく投入される健康商品であるが、必ずしもそれが健康に寄与するわけではない。時には、逆に健康を害することもある。

## 健康ブームにまつわる問題のあった事例
日本においては、過去に幾度と無く健康ブームの影で、様々な問題が発生しており、その都度、過度な健康信奉に警鐘が鳴らされる事がある。だが、その問題が忘れ去られる間も無く、新しい健康法が流行るのが常である。

### フラフープ
1970年代に流行した健康器具で、直径30cm程の丸い板状の踏み板。手すり等に掴まった状態でこの板に乗り、腰をひねる事で運動に成るとしていたが、ムキになって運動する人が出始め、中には腸捻転を起こしたり、腰椎を傷める人が出始めた。登場当初には散々持ち上げたマスコミが、こぞって危険性を挙げる頃にはブームも廃れ、市場から姿を消した。

### ジョギング・ウォーキング
ジョギングは比較的古くからある健康法だが、一部では「無理して走れば、より健康になれる」という間違った考え方から、熱中症に陥ったり、足を疲労骨折したり、呼吸器疾患や循環器系の疾患を悪化させる事例は後を絶たない。
また日中は忙しいからと、黄昏時から深夜に掛けて出歩く人も増えたが、防犯や交通安全の面で、若干問題がある人もおり、これらに対する配慮も求められている。警察庁では夜間の散歩・ウォーキングを含む徒歩での外出に際しては、明るい色の上着を着ることや、反射材を着用することを勧めている。

### ダイエット
美容と健康のために、摂食制限を行い、過度のカロリー摂取を控えようと言う物だが、このダイエットに絡んで、健康を害したり栄養失調で美容面で悪影響が出たりする事もしばしばである。中には、偏った食生活を推奨するダイエット法によって栄養失調になる事もある。

### チョコレート・ココア
ポリフェノールは抗酸化作用が知られるにつれ、それらを多く含むチョコレートやココア（ココアは1995年頃）などのカカオ由来食品が注目された。しかしカカオにはカカオ油脂も多く含まれ、またカカオが本来は苦いために砂糖がふんだんに用いられているため、当然ながらチョコレートはカロリーが非常に高い。市販のココア飲料も同様な事が多い。脂質や糖分の過剰摂取により、高脂血症や糖尿病の悪化を招くなどの問題もあり、大橋巨泉など著名人の中にもブーム当時にココアを飲み過ぎ医師に注意を受けた者も出ている。
またこのポリフェノールは赤ワインにも多く含まれているが、1997年頃、赤ワイン中のポリフェノールに抗酸化作用、動脈硬化防止の効用があると話題になり、ワインの飲み過ぎでアルコール中毒に陥る事例も挙がっている。

### アマメシバ

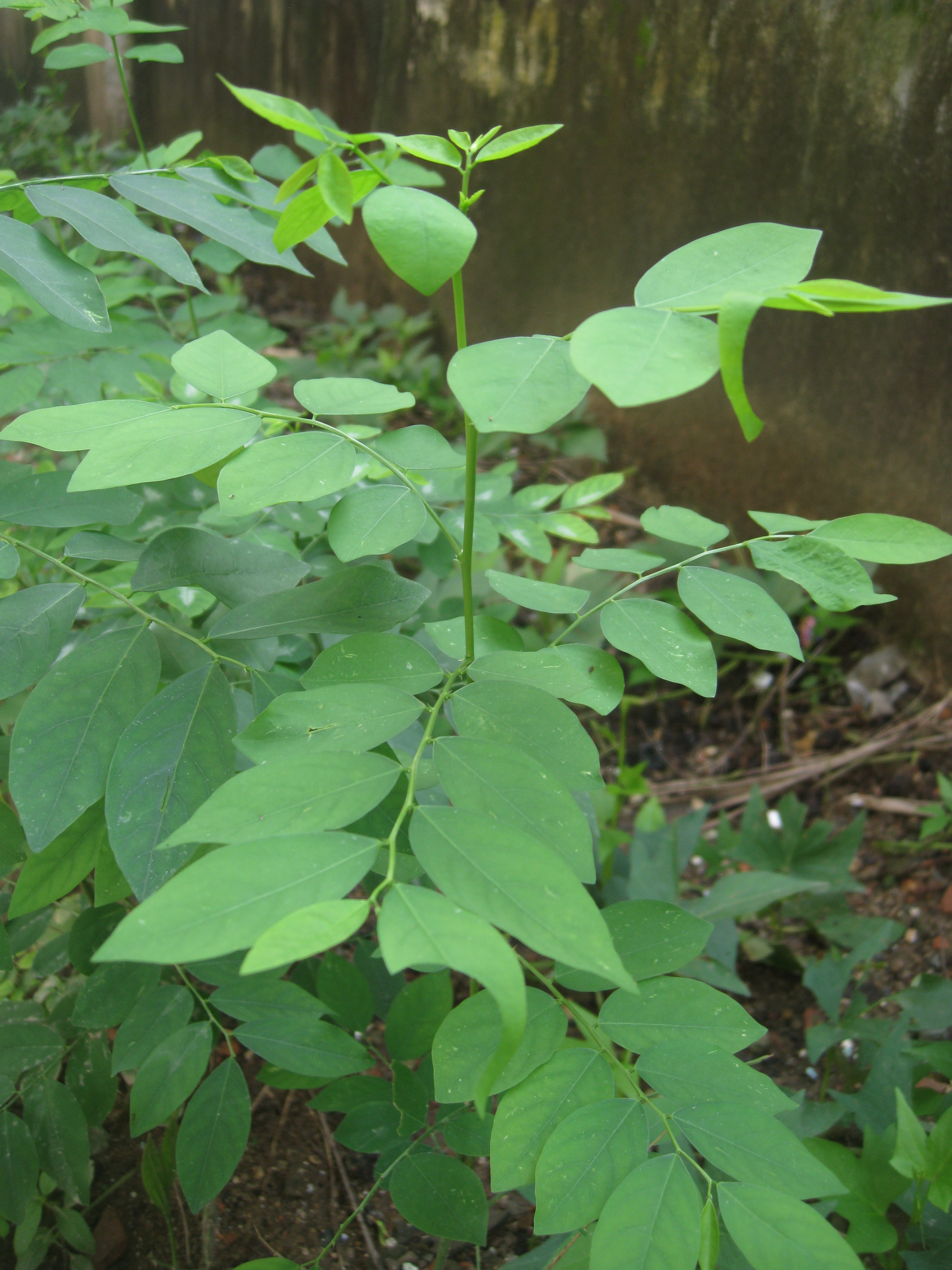
アマメシバ

アマメシバは東南アジア原産の植物で、加熱調理して食べる事で、典型的な日本人の食生活では不足しがちなビタミン類や鉄分・カルシウムが取れる食品として、また母乳が出やすくなるという効果も知られている。しかし未加熱のアマメシバを食べた場合にパパベリンの副作用に因ると考えられる呼吸器疾患の誘発ないし悪化の危険性が指摘されており、台湾では200〜300名が発症・9名が死亡する等の問題も出ている。2003年8月には、日本でも健康被害を受ける報告が寄せられ、厚生労働省では注意を呼び掛けている。

### エフェドラ
エフェドラは本来は漢方薬として、呼吸器疾患の治療に用いられた麻黄の薬効成分で、エフェドリン由来のものである。
1980年代頃より、興奮作用によって消費カロリー量を増やす効果が知られるにつれ、ダイエット薬として米国を中心に流行し始めた。しかしこれらを服用して運動する事により、熱中症で死亡する例は後を絶たず、2004年1月には米国食品医薬局が販売禁止を決定する事態に至っている。なお、厚生労働省からも勧告が出ている。

### マイナスイオン
マイナスイオンについて、2003年に、国民生活センターが調査を行ったが、消費者の中からは「効果とされるものが実感できない」などの相談が寄せられている一方、有識者の内からも「マイナスイオンと人体への因果関係は十分に究明されていないので検証は困難」などの指摘もあり、マイナスイオンの効能に関して有益性を認める研究論文も多々ある一方で、製品としては効果を検証せずに製造しているものも見られるなど、不確かな「マイナスイオンは健康にいい」といったイメージだけが一人歩きしている面も存在する。この問題に関して国民生活センター側では、効果を謳うのであれば検証して正確な情報を消費者に提供する・発生量を表示するのであれば根拠を含め情報を判りやすく開示する必要があるとする要望を発している。

### ザクロ
ザクロにエストロゲンは含まれていない。血流改善効果、美容効果や抗ガン作用効能、膵臓機能改善などの効果もない。